# Ерупција вулкана Ејафјадлајекидл 2010.
Ерупција вулкана Ејеафјатлајокутл 2010. односи се на серију појачане вулканске активности Ејафјадлајекидла током 2010. године. Била је то прва ерупција тог вулкана који се налази на југу Исланда, после готово 200 година.
Сеизмичка активност започела је већ крајем 2009. године и кулминирала је у велику вулканску ерупцију 20. марта 2010. Друга ерупција започела је 14. април 2010. и довела је до највећег поремећаја ваздушног саобраћаја у историји Европе узрокованог природном катастрофом. Милиони путника остали су заглављени на аеродромима од 15. априла.

## Ерупција
Исланђани су забележили Ејафјадлајекидлове ерупције 920, 1612, 1821. и 1823, када је забележен феномен да је долазило и до ерупција суседног, већег вулкана, Катла.
Исландска метеоролошка служба објавила је 2009. да се повећала сеизмичка активност подручја око Ејафјадлајекидла од 2006. до 2009, када је забележено 250 мањих земљотреса.
Крајем 2009, догодило се хиљаду мањих земљотреса (већином од магнитуде 1-2), око 7-10 km испод вулкана.
ГПС опрема коју је користио метеоролошки институт Исланда код фарме Þорвалдсеири је 26. фебруара 2010. у подручју Еијафјола (отприлике 15 km јужно од локације недавне ерупције) је показала премештање локалне земљине коре 3 cm према југу, од чега се помак од 1 cm збио у периоду од четири дана. То је послужило као доказ да магма тече испод коре у комору са Ејафјадлајекидла а да је притисак узроковао померање земљине коре код фарме Þорвалдсеири. Од 3. до 5. марта, око 3.000 земљотреса је измерено на епицентру вулкана, иако је већина била неприметне јачине. Сматра се да је ерупција почела 20. марта 2010. године, између 22:30 и 23:30 по локалном времену.
"Туризам за катастрофе“ муњевитом се брзином проширио око вулкана након ерупције када су путничке агенције понудиле путовање људима да гледају ерупцију. Исландска телекоминикацијска фирма Мила је поставила три камере које емитују снимке ерупција са Валахнукура, Хволсволура и Þоролфсфела.

### Евакуације
Око 500 фармера и њихових породица је евакуисано са подручја Фљотсхлиð, Еијафјолл и Ландеијар током ноћи између 20. на 21. март, а летови за Рејкјавик у су отказани због вулканске прашине. Током вечери 21. марта, домаћи и међународни летови су поново пуштени у оптицај. Становницима рискантне зоне подручја Фљотсхлиð, Еијафјолл и Ландеијар је дозвољен повратак на њихове фарме након састанка Одељења за заштиту јавности 22. марта а план евакуације је привремено обустављен. Током 29. марта полиција је поново отворила све путеве према вулкану. Међутим, након друге ерупције, пут је поново затворен због опасности од поплава због вулканске топлоте крај оближњег глечера и других снежних резервоара, али је пут поново отворен 1. априла.

### Пукотина
Пукотина је дугачка 500 метара и има 10-12 еруптирајућих кратера лаве чија температура износи око 1.000 °C. Ерупција је окарактерисана као релативно опасна, са типичном карактеристиком протицања лаве из вулкана. Лава је текла више од 4.000 метара, северо источно од пукотине у кањон Хрунагил. Према назнакама, до средине априла 2010. је примећено да се сеизмичка активност око вулкана смањује те да је почео процес равнотеже. 31. март отворила се нова пукотина, око 200 метара северу-западно од првобитне.
Геофизичар Магнус Туми Еинарсон је одржао новинарску конференцију 21. марта и објавио да је ерупција мала у поређењу са ерупцијом вулкана Хекла 2000. Но пошто пукотина није у близини глечера, опасност од већих поплава је минимална. 22. марта уочен је вулкански пепео крај подручја Фљотсхлиð (20-25 km североисточно од локације ерупције) и града Хволсволлур (40 km северу-западно од локације ерупције). 22. марта експлозија је избацила дим вулкана 4 km у висину, а следећи дан још једна експлозија је избацила дим до висине од 7 km.
Научници су 22. март забележили изненадан пораст температуре реке Крос (која црпи извор са глечера Ејеафјатлајокутла и Мырдалсјокулл) у подручју Þорсморк, пошто се температура воде повећала за 6 °C у размаку од само два сата, што никада пре није било забележено у историји те реке.
Фармери у близини вулкана су упозорени да њихова стока можда пије отроване изворе воде пуне Флоурид.

## Друга ерупција
После кратког смиривања, 14. априла 2010, Ејеафјатлајокутла је поново наставио са ерупцијом, овог пута у центру глечера, проузроковао топљење леда и поплаве, због чега је 800 људи евакуисано. Пут крај реке Маркарфљот је на неким местима поплављен.
Настао је редак феномен: тзв. „Прљава олуја“ од вулканског облака која производи и грмљавину. Према проценама, вулкан је избацио око 104 милиграма флуорида по килограму пепела.
Веома брзо исландски вулкан постао је европски проблем - и то размерама какве се не памте. Температура вулкана је на тоне прашине дигла високо у атмосферу и тамо су ваздушне струје брзином и до 200 km на сат почеле развлачити прашину према континенту, Европи.

### Прекид ваздушног саобраћаја
Према неким проценама, хладна вода од отопљеног леда охладила је делове лаве те их фрагментирала у силицијум. Мање честице су избачене у атмосферу приликом ерупције, што је опасно за авионе у лету.
Вулкански пепео и облак прашине проширио се прво по северној, а касније и по средњој Европи, због чега су многи аеродруми затворене на том подручју.
Наиме, облак од пепела смањује видљивост а малене честице прашине се теоретски могу отопити због вручине мотора, турбине и касније стврднути и узроковати гашење мотора. То је био највећи прекид ваздушног саобраћаја у Европи од Другог светског рата. Такође, многи путници који широм света путују у Европу суочени су са отказаним летовима.
Међународна асоцијација за ваздушни превоз је проценила да аеродром индустрија широм света губи 148 милиона € (200 милиона $) дневно због прекида летова.
Државе које су затвориле све или део аеродрома су: Аустрија, Белгија, Чешка, Данска, Естонија, Финска, Хрватска, Ирска, Летонија, Луксембург, Мађарска, Холандија, Немачка, Пољска, Румунија, Словачка, Словенија, Србија и Уједињено Краљевство. Српски републички хидрометеоролшки завод (РХМЗ) потврдио је да се облак прашине проширио се током ноћи 20. април на целу територију Србије.
Симулације су показале да ће ретки део облака, који се састоји од распршених и на око невидљивих честица вулканске прашине, неколико дана бити изнад већег дела Србије саопштили су из РХМЗ.
Шеснаестог априла 2010, у Европи је отказано око 16.000 од укупно 28.000 дневних путничких летова, а 17. априла 16.000 од 22.000 летова је отказано због страха за безбедност путника. Национални центар за ваздушни саобраћај известио је да је то први пут у историји да је природна непогода приземљила авионе у Великој Британији. Ваздушни простор био је отворен чак и после напада 11. септембра 2001. у САД.
Професор Бил МакГвајер је проценио да би најпознатија исландска вулканска ерупција, она од Лакија која се догодила 1783. године, прекинула ваздушни саобраћај широм севера Европе на шест месеци да се догодила данас.
Током тог периода, неколико британских ваздушних линија су на сопствену одговорност полетјели са ваздушне писте, али без путника, како би утврдили може ли авион лети по мањим облацима вуканске прашине. Летови су протекли без проблема. 18. априла Немачка је делимично поново отворила свој ваздушни простор на три сата како би путници који су остали у Португалу могли слетети у Хановер. Није било никаквих забележених проблема.
Председник немачке ваздушне компаније Ер Берлин је 17. априла 2010, у интервјуу за часопис Билд ам Сонтаг изјавио да нема опасности од лета и да је „претња вулкаснке прашине непостојећа“ јер се заснива само на рачунарској симулацији. Портпарол за авио-компанију Луфтханса је такође потврдио да су њихови пробни летови протекли без проблема.